# ملفين كرول
ملفين كرول (بالألمانية: Melvin Krol)‏ هو لاعب كرة قدم ألماني في مركز الهجوم، ولد في 8 يناير 1998 في هامبورغ في ألمانيا. لعب مع فيردر بريمن.

## وصلات خارجية
- ملفين كرول على موقع قاعدة بيانات كرة القدم.إي يو (الإنجليزية)
- ملفين كرول على موقع Soccerway.com (الإنجليزية)
- ملفين كرول على موقع عالم كرة القدم.نت (الإنجليزية)